# Belpberg (berg)
Belpberg är ett berg i Schweiz.   Det ligger i distriktet Bern-Mittelland och kantonen Bern, i den centrala delen av landet, 10 km sydost om huvudstaden Bern. Toppen på Belpberg är 892 meter över havet, eller 353 meter över den omgivande terrängen. Bredden vid basen är 6,4 km.
Terrängen runt Belpberg är huvudsakligen lite kuperad. Runt Belpberg är det tätbefolkat, med 493 invånare per kvadratkilometer.. Närmaste större samhälle är Bern, 10,3 km nordväst om Belpberg. 
Omgivningarna runt Belpberg är en mosaik av jordbruksmark och naturlig växtlighet.